# Manderson-White Horse Creek
Manderson-White Horse Creek is een plaats (census-designated place) in de Amerikaanse staat South Dakota, en valt bestuurlijk gezien onder Oglala Lakota County.

## Demografie
Bij de volkstelling in 2000 werd het aantal inwoners vastgesteld op 626.

## Geografie
Volgens het United States Census Bureau beslaat de plaats een oppervlakte van
14,8 km², geheel bestaande uit land.

## Plaatsen in de nabije omgeving
De onderstaande figuur toont nabijgelegen plaatsen in een straal van 28 km rond Manderson-White Horse Creek.